# Cantón de Picquigny
El cantón de Picquigny era una división administrativa francesa, que estaba situada en el departamento de Somme y la región de Picardía.

## Composición
El cantón estaba formado por veintiuna comunas:
- Ailly-sur-Somme
- Belloy-sur-Somme
- Bettencourt-Saint-Ouen
- Bouchon
- Bourdon
- Breilly
- Cavillon
- La Chaussée-Tirancourt
- Condé-Folie
- Crouy-Saint-Pierre
- L'Étoile
- Ferrières
- Flixecourt
- Fourdrinoy
- Hangest-sur-Somme
- Le Mesge
- Picquigny
- Soues
- Vignacourt
- Ville-le-Marclet
- Yzeux

## Supresión del cantón de Picquigny
En aplicación del Decreto nº 2014-263 de 26 de febrero de 2014, el cantón de Picquigny fue suprimido el 22 de marzo de 2015 y sus 21 comunas pasaron a formar parte; catorce del nuevo cantón de Ailly-sur-Somme y siete del nuevo cantón de Flixecourt.